# Valentin Royer
Valentin Royer, né le 29 mai 2001 à Neuilly-sur-Seine, est un joueur de tennis français évoluant principalement sur l'ATP Challenger Tour. Il a atteint le 18 août 2025 la 99e place du classement mondial en simple, son record personnel. Il a également atteint le 20 juin 2022 le meilleur classement en double de sa carrière, à la 778e place.

## Jeunesse
Royer est né de parents français, mais a vécu dans les pays d'Europe de l'Est jusqu'à l'âge de 17 ans, notamment en Tchéquie, en Serbie et en Pologne.

## Carrière professionnelle

### Juniors
Membre du Ninon Tennis Club de Pornichet, il est champion d'Europe des moins de 18 ans en simple et en double en 2019 en jouant en double aux côtés d'Harold Mayot. Lors de sa dernière saison chez les juniors, il est également finaliste pour la première fois de sa carrière en ITF, au Koweït. Terminant sur le podium des finales mondiales chez les juniors, il achève sa carrière sur ce circuit au 8e rang mondial.

### 2022. Premier titre ITF
En mai, Royer remporte son premier titre ITF à Ulcinj, au Monténégro, en battant Samuel Vincent Ruggeri en finale. Plus tard dans la saison, il s'impose aussi en Italie.

### 2024. Premier titre en Challenger et Top 200
En avril, il bat Dennis Novak lors d'un événement du circuit Challenger à Oeiras au Portugal afin de s'assurer un classement suffisant pour faire ses débuts en qualifications de Grand Chelem à Roland-Garros. Il y remporte son match du premier tour contre Dmitry Popko. Au deuxième tour des qualifications, il perd au set décisif contre le Brésilien Thiago Monteiro. La semaine qui précède, Royer atteint sa première finale de Challenger à Tunis, mais s'incline contre Oriol Roca Batalla.
Au premier tour des qualifications du tournoi de Wimbledon 2024, il perd contre le futur qualifié australien Li Tu. Lors des qualifications de l'US Open 2024, il bat le Bolivien Hugo Dellien, ainsi que le joueur local Ethan Quinn,, avant de perdre contre le Canadien Gabriel Diallo lors du dernier tour.
En septembre, Royer remporte son premier titre en Challenger à Sibiu en Roumanie, en battant Luka Pavlovic en deux sets secs en finale. À l'issue de la saison, le joueur français termine dans le top 200 du classement pour la première fois de sa carrière.

### 2025. Débuts en Grand Chelem et top 100
En février, Royer remporte deux titres consécutifs lors de tournois Challenger 100 au Rwanda, dominant Andrej Martin en finale,, et la semaine suivante, Guy Den Ouden en finale,. En conséquence, Royer atteint le top 125, se classant à la 121e place mondiale le 17 mars 2024. Il atteint sa troisième finale consécutive à l'Open de Zadar 2025 où il perd contre Borna Coric et atteint le top 115 du classement ATP.
En mai, Royer reçoit une invitation pour Roland-Garros 2025, cette fois dans le tableau principal, marquant ainsi ses débuts en Grand Chelem,. Il s'y incline au terme d'un match en cinq sets contre Daniel Elahi Galán. Quasiment dans la foulée, il est à nouveau finaliste en Challenger 100, cette fois en Slovaquie, mais s'incline contre Dino Prižmić.
Remportant ses trois matchs de qualifications, il accède au tournoi de Wimbledon pour la première fois de sa carrière, où il bat au premier tour le Grec et tête de série n°24 Stefanos Tsitsipas (6/3 6/2 ab.).

## Parcours dans les tournois duGrand Chelem

### En simple
| Année | Open d'Australie | Open d'Australie | Internationaux de France | Internationaux de France | Wimbledon      | Wimbledon        | US Open | US Open        |
| ----- | ---------------- | ---------------- | ------------------------ | ------------------------ | -------------- | ---------------- | ------- | -------------- |
| 2024  | —                | —                | Q2                       | Thiago Monteiro          | Q1             | Li Tu            | Q3      | Gabriel Diallo |
| 2025  | Q2               | Thiago Monteiro  | 1er tour (1/64)          | Daniel Elahi Galán       | 2e tour (1/32) | Adrian Mannarino |         |                |

N.B. : à droite du résultat se trouve le nom de l'ultime adversaire.

## Parcours dans lesMasters 1000

### En simple
| Année | Indian Wells | Miami | Monte-Carlo | Madrid | Rome | Canada                 | Cincinnati           | Shanghai | Paris |
| ----- | ------------ | ----- | ----------- | ------ | ---- | ---------------------- | -------------------- | -------- | ----- |
| 2025  | —            | —     | —           | —      | —    | 1er tour N. Arseneault | 2e tour K. Khachanov |          |       |

N.B. : sous le résultat se trouve le nom de l’ultime adversaire.